# Ryan Kelley
Ryan Jonathan Kelley (Glen Ellyn, 31 agosto 1986) è un attore statunitense.

## Biografia
Ryan Kelley ha nove sorelle e cinque fratelli, per un totale di quindici. È il quinto nato ed è stato cresciuto secondo la fede luterana.
All'età di due anni, sua madre lo porta a Chicago insieme a cinque dei suoi fratelli per incontrarsi con un agente. Kelley inizia così ad apparire in alcune pubblicità e ottiene il primo ruolo in un film durante il primo anno delle scuole elementari. A causa del suo lavoro, trascorre gli ultimi due anni del liceo studiando in casa. All'età di 18 anni, si trasferisce a Los Angeles.
Fra i suoi ruoli più famosi quello di Ryan James nella serie televisiva Smallville e di Ben Tennyson nel film per la televisione Ben 10: Alien Swarm. Nel 2012 appare nel film televisivo La rete non dimentica, con Liz Vassey e Jenn Proske. Segue l'interpretazione di un licantropo nell'episodio 5 della serie Twisted Tales di Tom Holland. Nel 2014 interpreta un giovane vice-sceriffo, Jordan Parrish, nella terza, quarta, quinta e sesta stagione della serie Teen Wolf.

## Filmografia

### Cinema
- Un adorabile testardo (Roommates), regia di Peter Yates (1995)
- Charming Billy, regia di William R. Pace (1999)
- L'ultima estate - Ricordi di un'amicizia (Stolen Summer), regia di Pete Jones (2002)
- Stray Dogs, regia di Catherine Crouch (2002)
- Mean Creek, regia di Jacob Aaron Estes (2004)
- Il lago dei sogni (The Dust Factory), regia di Eric Small (2004)
- La leggenda del tesoro scomparso (Outlaw Trail: The Treasure of Butch Cassidy), regia di Ryan Little (2006)
- Lettere da Iwo Jima (Letters from Iwo Jima), regia di Clint Eastwood (2006)
- Still Green, regia di Jon Artigo (2007)
- Ben 10: Alien Swarm, regia di Alex Winter (2009)
- Prayers for Bobby, regia di Russel Mulcahy (2009)
- War Pigs, regia di Ryan Little (2015)
- Lucifer, regia di Tiffany Castro (2016)
- Realms, regia di Daric Gates (2018)
- Teen Wolf - Il film (Teen Wolf: The Movie), regia di Russell Mulcahy (2023)

### Televisione
- Ultime dal cielo (Early Edition) – serie TV, episodio 2x18 (1998)
- Smallville – serie TV, episodi 1x16-2x08 (2002)
- Boston Legal – serie TV, episodio 1x16 (2005)
- Cold Case - Delitti irrisolti (Cold Case) – serie TV, episodio 5x12 (2008)
- Terminator: The Sarah Connor Chronicles – serie TV, episodio 1x09 (2008)
- Women's Murder Club – serie TV, episodio 1x12 (2008)
- Ghost Whisperer - Presenze (Ghost Whisperer) – serie TV, episodio 4x11 (2009)
- Prayers for Bobby, regia di Russell Mulcahy – film TV (2009)
- Il momento di tornare (Mending Fences), regia di Stephen Bridgewater – film TV (2009)
- Law & Order - Unità vittime speciali (Law & Order: SVU) – serie TV, episodio 11x07 (2009)
- La rete non dimentica (Sexting in Suburbia), regia di John Stimpson – film TV (2012)
- Twisted Tales – serie TV, episodio 1x05 (2013)
- Teen Wolf – serie TV, 46 episodi (2014-2017)
- Before You Say I Do, regia di Kevin Connor – film TV (2016)
- NCIS: Los Angeles - serie TV, episodio 9x16 (2018)

## Premi e candidature
- 2005 - Independent Spirit Awards
  - Vinto Special Distinction Award (Mean Creek) - insieme al resto del cast[9]
- 2007 - Ft. Lauderdale International Film Festival
  - Vinto Spirit of the Independent Award - Best Ensemble (Still Green) - insieme al resto del cast[10]

## Doppiatori italiani
Nelle versioni in italiano delle opere in cui ha recitato, Ryan Kelley è stato doppiato da:
- Fabrizio De Flaviis in Boston Legal, Cold Case - Delitti irrisolti, Women's Murder Club
- Gabriele Lopez in Teen Wolf, Teen Wolf - Il film
- Maura Cenciarelli in Ultime dal cielo
- Giulio Renzi Ricci in Smallville
- Alessio Puccio in Mean Creek
- Flavio Aquilone in Il lago dei sogni
- David Chevalier in La leggenda del tesoro scomparso
- Marco Vivio in Ghost Whisperer - Presenze
- Lorenzo De Angelis in Il momento di tornare
- Gianluca Crisafi in Law & Order - Unità vittime speciali
- Daniele Raffaeli in Ben 10 - Alien Swarm
- Dimitri Winter in Realms
- Danny Francucci in La rete non dimentica